# إبراهيم الكعبي
إبراهيم الكعبي (مواليد 3 مارس 1993)، لاعب كرة قدم إماراتي يجيد اللعب حارس مرمى مع نادي يونايتد الإماراتي.

## مسيرة اللاعب
لعب سابقاً مع نادي الوحدة في الفئات السنية و لعب بعدها مع نادي الإمارات ونادي الظفرة ونادي الفجيرة ونادي دبا الحصن ونادي العين ونادي العروبة ونادي يونايتد.

## روابط خارجية
- إبراهيم الكعبي على موقع Soccerway.com (الإنجليزية)